# كأس إسكتلندا 1931–32
كأس اسكتلندا 1931–32 (بالإنجليزية: 1931–32 Scottish Cup)‏ هو موسم من كأس اسكتلندا. فاز فيه نادي رينجرز.